# Dockyard1
La Dockyard1 era un'etichetta discografica tedesca specializzata nella produzione di album metal. Fondata nel 2005 da Piet Sielck, ha cessato le attività nel 2009.

## Artisti
- Abandoned
- After All
- Angel Crew
- As We Fight
- A Traitor Like Judas
- Blood Stain Child
- Celesty
- Crystallion
- Day Eleven
- Deadstar Assembly
- Death Before Disco
- Dreamland
- Dyecrest
- Eyefear
- Frontside
- Gurd
- Hate Squad
- Integrity
- Lost in Rhone
- Mannhai
- Moonlight Agony
- Mystic Circle
- Necromantia
- Persuader
- Redkey
- Savage Circus
- Shatter Mesiah
- Shelter
- Stormwarrior
- Mike Terrana
- The Order
- Vanishing Point
- Virgin Steele
- Voyager
- Waltari
- Wingdom